# 4442 Garcia
4442 Garcia eller 1985 RB1 är en asteroid i huvudbältet som upptäcktes den 14 september 1985 av Spacewatch vid Kitt Peak-observatoriet. Den är uppkallad efter den amerikanske gitarristen Jerry Garcia.
Asteroiden har en diameter på ungefär 14 kilometer.